# Tipula (Eumicrotipula) pantherina
Tipula (Eumicrotipula) pantherina is een tweevleugelige uit de familie langpootmuggen (Tipulidae). De soort komt voor in het Neotropisch gebied.